# Ford Dagenham
Ford Dagenham est une usine d'assemblage automobile du constructeur américain Ford située à Dagenham, dans la banlieue de Londres, en Angleterre. De 1963 à 1967, ce site a produit l'Anglia et assemble aujourd'hui les moteurs diesel de Ford.
En 1968 elle est le théâtre d'une grève des machinistes couturières, relatée dans le film We Want Sex Equality.
Autres automobiles assemblés ici incluent la Ford Zephyr, la Ford Cortina, la Ford Sierra, et, finalement, la Ford Fiesta. La dernière voiture d'être assemblée ici était une Fiesta en 2002. Depuis cette année, seulement les moteurs pour Ford ont été fabriqués à Dagenham.